# تازة كند (مشكين شهر)
تازة كند هي قرية في مقاطعة مشكين شهر، إيران. عدد سكان هذه القرية هو 349 في سنة 2006.